# 산티아고주 (도미니카 공화국)

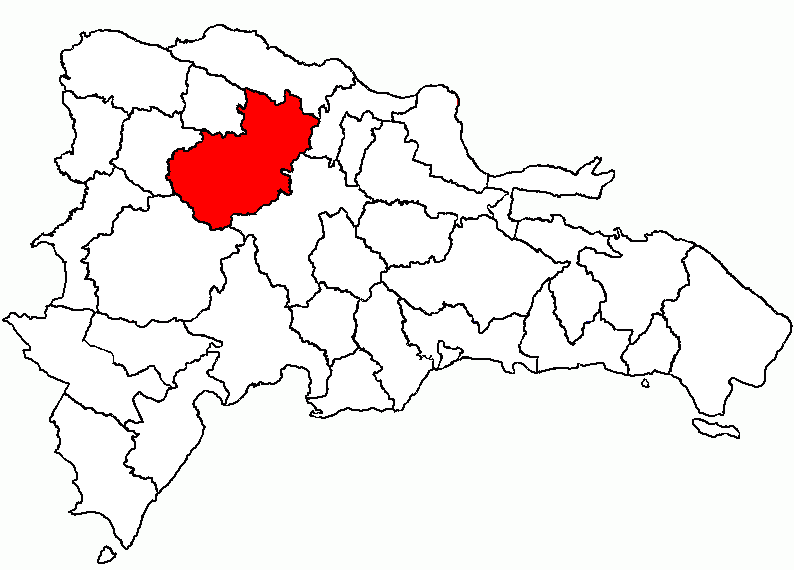
산티아고 주의 위치

산티아고주(스페인어: Santiago)는 도미니카 공화국 북서부에 위치한 주로 주도는 산티아고데로스카바예로스이며 면적은 2.806.29km2, 인구는 1,503,362명(2014년 기준)이다. 1844년에 신설되었다.
북쪽으로는 푸에르토플라타 주와 발베르데 주, 서쪽으로는 산티아고로드리게스 주, 남쪽으로는 산후안 주, 동쪽으로는 라베가 주, 에스파이야트 주와 접한다. 10개 지방 자치체와 20개 지구를 관할한다.